# Mystericon
«Mystericon» — российская симфоник-/готик-метал-группа.

## История
Группа Mystericon образована в Уфе в начале 2017 г. гитаристом Олегом Stalker и клавишницей Aletheia. Уже в мае 2017 г. Mystericon выступает на уфимском метал-фестивале «Железный андеграунд», на котором, по отзывам многих зрителей, оказывается лучшим участником. В дальнейшем группа постоянно выступает на различных рок-фестивалях. В сентябре 2018 г. в рамках Linefest Mystericon выступают вместе с группами Мастер и Черный обелиск.
В 2019 г. Mystericon записывает два EP — «На свет бесконечности» и «Руины мечты». EP выпускаются в цифровом виде.
В 2020 г. Mystericon снимают демо-клип на новую песню «Ангел».
В конце 2020 г. на лейбле Metalism Records выходит полноформатный альбом «Мертвый лист». В альбом также включены каверы на песню Kreator «Everlasting Flame» и на музыку Е. Крылатова «Полет». Группа приобретает известность в России.
Песня Mystericon «Полет за мечтой» — кавер на инструментальную композицию Евгения Крылатова «Полет» из кинофильма «Гостья из будущего», получает огромное количество положительных отзывов слушателей и музыкальных критиков.
```
   
«
…получилась отличная работа. Жемчужиной в этом LP я бы назвал бонус-трек «Полет за мечтой», написанный на мелодию из советского телефильма
    «
Гостья из будущего
» - это шикарно! Особенно великолепен пронзительный вокал… аранжировка просто на высоте.
»
[
1
]
.
```

В мае 2021 г. лейбл Metalism Records выпускает на одном аудио-CD предыдущие работы группы — EP «На свет бесконечности» и «Руины мечты», а также новую песню «Старая крепость».
Музыку Mystericon пишут Олег и Алена Маликовы, автор текстов песен - Олег Маликов.

## Состав
- Булат Данилов — вокал
- Ариадна Власова — вокал
- Дарья Невская — экстрим-вокал
- Stalker — бас-гитара, ритм-гитара
- Павел Глобус — соло-гитара
- Aletheia — клавишные
- Иван Филиппов — ударные

## Дискография
- 2019 — На свет бесконечности (EP)
- 2019 — Руины мечты (EP)
- 2020 — Мертвый лист (LP)
- 2021 — Старая крепость (сингл)